# 飯田龍太
飯田 龍太（いいだ りゅうた、1920年（大正9年）7月10日 - 2007年（平成19年）2月25日）は、山梨県出身の日本の俳人。飯田蛇笏の四男で、蛇笏を継ぎ俳誌「雲母」を主宰。戦後の俳壇において森澄雄とともに伝統俳句の中心的存在として活躍した。句集に『百戸の谿』(1954年)、『童眸』(1959年)、『遅速』(1991年)など。

## 経歴
山梨県東八代郡五成村小黒坂（旧境川村、現笛吹市境川町小黒坂）に生まれる。父・武治（蛇笏）、母・菊乃の四男。父の蛇笏は早稲田大学英文科を中退し、境川の自宅（「山盧（さんろ）」）において農事のかたわら句作を行い、1930年（昭和5年）には俳誌『雲母』の発行所を山盧に置いた。龍太の産まれた1920年（大正9年）には境川でも電灯が灯り、1923年（大正12年）9月1日の関東大震災では飯田家でも若干の被害が出ている。
龍太は幼少期には病弱で、祖母により育てられる。1927年（昭和2年）には境川尋常小学校（現在の笛吹市立境川小学校）へ入学し、1933年（昭和8年）に甲府市の旧制甲府中学校（現山梨県立甲府第一高等学校）に入学し、バス通学する。中学時代にはトルストイを読み、中学一年時には火災予防標語で入賞、四年時には帝国軍人後援会山梨県支会の標語募集に応募し、2点が入選している。
1938年（昭和13年）に甲府中学を卒業するが、高等学校受験に失敗し、上京して予備校に通い、東京麹町三番街の次兄・数馬宅で浪人生活を送る。このころには神田の古書店街にも通い、文芸書に親しんだ。1940年（昭和15年）、教鞭をとっていた折口信夫に惹かれ、國學院大學文学部国文科に入学する。大学在学中より句作をはじめ、父・蛇笏の主宰する俳誌「雲母」の句会「青光会」に所属する。1941年（昭和16年）4月、右肺浸潤のため一時休学し帰郷する。同年6月には兄の数馬が病死している。翌年4月に復学するが、右肋骨にカリエスが発症したため、1943年2月にふたたび帰郷し手術。病気のため兵役免除となる。戦中から戦後間もなくまでは境川村で農業に専念、牛二頭を使って一町歩あまりの耕作地を耕した。また戦後間もない時期に馬鈴薯増産法の懸賞論文に応募し、農事試験場長や大学教授などを差し置いて一等を取っている。
この間、次兄が1942年病死、長兄がレイテ島で、三兄が外蒙古で戦死。1947年（昭和22年）、國學院大學を卒業、卒業論文は「芭蕉の悲劇性の展開」。7月に帰郷し「雲母」編集に携わる。1949年、第2回山梨県文学賞受賞。1951年より、山梨県立図書館に3年間勤務。この間、1952年に俳句作家として立つ決意を固める。また1953年には、講演のため山梨に来ていた井伏鱒二に会い、以後長きにわたって交友を深める（後述）。
1954年、第一句集『百戸の谿（たに）』を刊行。以後、生前あわせて十冊の序数句集を刊行する。1956年、第1回山日文学賞受賞。1957年、第6回現代俳句協会賞受賞。1960年、「雲母」に龍太選の「作品」欄創設。
父・蛇笏は戦後には境川の自宅を拠点に『雲母』を刊行しつつ、俳句創作活動のほか各地での句会に参加するなど活動を行っていた。蛇笏は1962年（昭和37年）に死去し、龍太は300年続く大庄屋飯田家の家督を継ぐ。「雲母」主宰を継承、また毎日新聞俳句欄選者に就任。
1966年、蛇笏の遺句集『椿花集』を編集刊行。1969年、第4句集『忘音』で第20回読売文学賞受賞。1981年、日本芸術院賞・恩賜賞受賞。1983年、紫綬褒章受章。1984年、日本芸術院会員。1976年より2004年まで蛇笏賞選考委員。郷土山梨での文芸活動にも携わり、やまなし文学賞や山梨県立文学館の創設、山梨日日新聞の文芸欄の選者などを務めた。1992年8月、「雲母」を900号をもって終刊。主宰自らの決断で伝統ある俳誌の幕引きを行ったことで俳壇に衝撃を与えた。この終刊以後、句の発表がなくなり事実上俳壇から退く。2007年（平成19年）2月25日、肺炎のため甲府市内の病院で死去。享年86。
2024年3月笛吹市教育委員会定例会において、自宅（「山盧」）のうち母屋と俳諧堂を笛吹市が買取ることが了承された。同市教育委員会は龍太の長男で現当主秀實氏の妻が教育委員に名を連ねており、2024年3月まで教育長に次ぐ教育長職務代理の立場に在った。

## 句作
代表句に

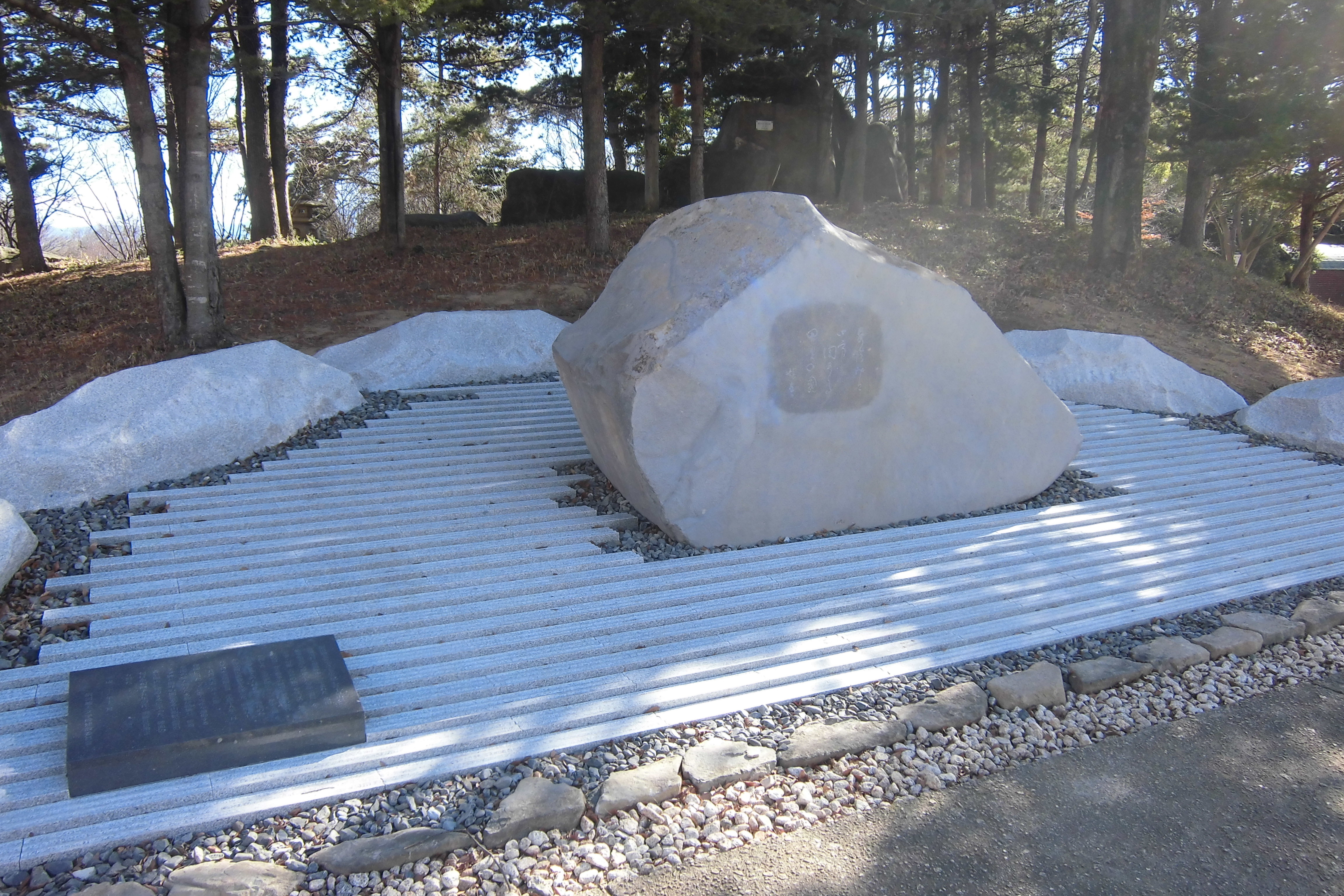
「水澄みて四方に関ある甲斐の国」句碑（甲府市芸術の森公園、2014年建立）

- 紺絣春月重く出でしかな（1951年作、『百戸の谿』）
- 春すでに高嶺未婚のつばくらめ（1953年作、『百戸の谿』）
- いきいきと三月生る雲の奥（1953年作、『百戸の谿』）
- 大寒の一戸もかくれなき故郷（1954年作、『童眸』）
- 父母の亡き裏口開いて枯木山（1966年作、『忘音』）
- 一月の川一月の谷の中（1969年作、『春の道』）
- かたつむり甲斐も信濃も雨の中（1972年作、『山の木』）
- 白梅のあと紅梅の深空あり（1973年作、『山の木』）
- 貝こきと噛めば朧の安房の国（1974年作、『山の木』）

など。故郷山梨の大自然の中での生活、風土を柔軟な感性と格調高い文体で詠んだ句が多い。伝統俳句の雄としてしばしば森澄雄と比較されたが、山本健吉はこの風土性という点に澄雄との大きな違いがあるとしており、「虚実という点から言えば、澄雄氏は虚に傾き、龍太氏には実に傾く度合いが強い」と書いている。同世代の三橋敏雄は、龍太の句業はいずれも「龍太におけるいわば土着精神に裏打ちされた、心象としての甲斐国細見の趣」があると思うと述べた。
具象的な作品に止まらずときに抽象的・象徴的表現に傾くことにも特徴があり、特に棲家の裏を流れる狐川を詠んだという「一月の川一月の谷の中」は賛否両論を起こし現在まで様々な批評・鑑賞が書かれている。最初にこの句を高く評価したのは「表現以外の連想をきびしく拒んでいる」（『俳句研究』1969年2月号）と書いた前衛派の中村苑子であったという。山本健吉は石田波郷の「琅玕や一月沼の横たはり」を思わせるとしており、また「幼時から馴染んだ川に対して、自分の力量をこえた何かが宿しえた」という作者自解にふれ、「思惟を超えた境に得た句」「それだからこそ、具象抽象の差別を超えて読む者の魂を掴むのである」と評している。
筑紫磐井はこの句に関して、中期以降の龍太の句集には、下五が「○○の中」「○○のこゑ」で終わる形や、対句表現、特定の季語の愛用など独特な類型化が多数あることを指摘しており、こうした「の中」「のこゑ」については龍太に限って言えば新切字と読んでもよいのではないかと書いている。龍太の句は「や」の切字を用いた二句一章の構造を持つ句が極端に少なく、筑紫はこのような窮屈とも取れる類型化は、龍太が自分の好まない二句一章の形を避けるために要請されたものではないかと分析している。

## 井伏鱒二との交流
作家の井伏鱒二は昭和初年から山梨県とゆかりがあり、1927年（昭和2年）に荻窪に居を構えて以後は頻繁に山梨を訪れている。井伏は山梨において趣味の川釣りなどを行っており、山梨を舞台とした作品も執筆している。戦時中には一家を八代郡甲運村（甲府市和戸町）を疎開させ、自身も徴用解除になると山梨に疎開し、1945年（昭和20年）7月20日の甲府空襲においては被災している。井伏は被災後、広島県福山の生家に移っている。
1952年（昭和27年）、井伏は文藝春秋社主催の文芸講演会で山梨を訪れ、同じく講師を務めていた龍太は俳人の水原秋櫻子を介して井伏を紹介される。以来、両者は40年あまりにわたって交際を続け、多くの往復書簡が残されている。
現存する最古の井伏宛書簡は1955年（昭和30年）3月12日で、龍太は井伏に「雲母」特集号への原稿依頼をしている。以来、往復書簡では身辺の出来事や四季折々の自然風物、執筆の様子や川釣り、井伏の主催した山梨を旅する同好会である「幸富講」のことなど話題は多岐にわたり、井伏の死去する前年にあたる1992年（平成4年）まで405通の書簡が現存している。

## 著作

### 句集
- 『百戸の谿』（書林新甲鳥, 1954、牧羊社, 1982）
- 『童眸』（角川書店, 1959）
- 『麓の人』（雲母社, 1965）
- 『飯田龍太句集』（海程戦後俳句の会, 1967）
- 『忘音』（牧羊社, 1968）
- 『春の道』（牧羊社, 1971）
- 『山の木』（立風書房, 1975。邑書林〈俳句文庫〉, 1996）
- 『涼夜』（五月書房, 1977）
- 『飯田龍太句集　自選自解』（現代の俳句・白凰社, 1980）
- 『今昔』（立風書房, 1981）
- 『山の影』（立風書房, 1985）
- 『遅速』（立風書房, 1991）
- 『飯田龍太 自選三百句』（春陽堂書店〈俳句文庫〉, 1991）
- 『飯田龍太句集』（芸林書房・文庫, 2002）。川名大編
- 『飯田龍太自選自解句集』（講談社, 2007、新版2015）
- 『季題別 飯田龍太全句集』（角川書店, 2009、新版2015）
- 『飯田龍太全句集』（角川ソフィア文庫, 2020）

### 随筆・俳書・その他
- 『無数の目』（角川書店, 1972）
- 『思い浮かぶこと』（中央公論社, 1978、中公文庫, 1981）
- 『山居四望』（講談社, 1984）
- 『俳句入門三十三講』（講談社学術文庫, 1986、講談社, 2015）
- 『飯田龍太文集』（全三巻、筑摩書房, 1988）
  - 1 山居茫々、2 俳句の風土、3 無名極楽
- 『俳句・風土・人生』（講談社学術文庫, 1988）
- 『鑑賞歳時記』（全四巻、角川書店, 1995)
  - 1　春、2　夏、3　秋、4　冬
- 『遠い日のこと』（角川書店, 1997）
- 『飯田龍太全集』（全十巻、角川書店, 2005）
- 『井伏鱒二・飯田龍太 往復書簡』（角川学芸出版, 2010）
- 『龍太語る』（山梨日日新聞社, 2009）
- 『俳句は初心 龍太俳句入門』（角川学芸出版, 2010、新版2020）

### 音声
- 『俳句のこころ』 アートデイズ - 1990年4月収録。オーディオブックCD、2003年10月

## 関連文献
- 大岡信 『楸邨・龍太』 花神社、1985年
- 福田甲子雄 『飯田龍太』 立風書房、1985年
- 広瀬直人 『飯田龍太の俳句』 花神社、1985年
- 杉橋陽一 『夢と露の子ども』 白凰社、1996年
- 広瀬直人 『飯田龍太の風土』 花神社、1998年
- 『新編 飯田龍太読本』 富士見書房、1990年
- 『現代詩手帖特集版　飯田龍太の時代』 思潮社、2007年
- 加藤嘉風『龍太啓龕　飯田龍太論と「雲母」「白露」の秀句』本阿弥書店、2012年
- 清水青風 『飯田龍太は森である』ウエップ、2013年